# Degelia duplomarginata
Degelia duplomarginata är en lavart som först beskrevs av P. James & Henssen, och fick sitt nu gällande namn av Arv. & D. J. Galloway. Degelia duplomarginata ingår i släktet Degelia och familjen Pannariaceae.   Inga underarter finns listade i Catalogue of Life.